# 1961 في بولندا
فيما يلي قوائم الأحداث التي وقعت خلال عام 1961 في بولندا.

## كتب
من الكتب التي صدرت هذه السنة في بولندا:
- 1 يناير – سولاريس من تأليف ستانيسواف لم.

## مواليد

### مارس
- 1 مارس – تيم وايت سوبيسكي فنان ومخرخ أمريكي مختص في تركيب الفيديو والمقومات المرافقة له.

### سبتمبر
- 27 سبتمبر – والديمار ماتيسيك لاعب كرة قدم بولندي.[1]

### أكتوبر
- 16 أكتوبر – بيوتر سكروبوسكي لاعب كرة قدم بولندي.[2]

### نوفمبر
- 13 نوفمبر – ليش بياسيكي درّاج طريق بولندي.
- 19 نوفمبر – بوجدان ونتا لاعب كرة يد بولندي.[3]

## وفيات

### فبراير
- 9 فبراير – غريغوري ليفينفيش (مواليد 1889)[4]

### مارس
- 15 مارس – أكيبا روبنشتاين (مواليد 1882) لاعب شطرنج بولندي.

### يوليو
- 6 يوليو – فلاديسلاف غرابوفيسكي (مواليد 1883) ممثل بولندي.[5]